# ناماتغارون
ناماتغارون هي بلدة في مقاطعة غيجدفان في ولاية بخارى في أوزبكستان.